# Bényei József
Bényei József (Tiszaladány, 1934. július 7. – Nagyhegyes, 2017. szeptember 7.) magyar újságíró, író, költő, színházigazgató.

## Élete
Szülei Bényei Miklós és Szendrei Piroska voltak.
1954–1958 között a debreceni Kossuth Lajos Tudományegyetem Bölcsészettudományi Karának magyar-történelem szakos hallgatója volt. 1960–1964 között elvégezte az ELTE BTK könyvtár szakát. 1970–1974 között a Politikai Főiskola diákja volt.
1958–1959-ben a Hajdú-Bihar Megyei könyvtárban dolgozott könyvtárosként. 1959–1962 között a megyei tanácsnál volt népművelő. 1962–1976 között a Napló munkatársa, rovatvezetője volt. 1975 óta tagja a MÚOSZ választmányának, 1989–1997 között valamint 1998–2004 között elnökségi tagja is volt. 1976–1979 között a debreceni Csokonai Színház igazgatójaként tevékenykedett. 1979–1990 között a Hajdú-Bihari Napló főszerkesztője volt. 1990 óta rokkantnyugdíjas.

## Magánélete
1958-ban házasságot kötött Kindrusz Erzsébettel (1935–2016). Két gyermekük született; Zsuzsanna (1960) és Tamás (1966).

## Művei

### Verseskötetei
- Sugárverésben (1969)
- A hétköznapok megtalálnak (1975)
- Hajnali lovak (1984)
- A halott meggyfa (1991)
- A kalapos király búcsúja (1994)
- Tüzet viszek (1994)
- Kékszakállú elégiái (1997)
- Csipkefaoltár (1999)
- "Tebenned bíztunk" (2000)
- Fehér kövek (2003)
- Kései sugárverésben. Válogatott versek, 1954-2004; Stílus Stúdió, Debrecen, 2004
- Tamburaszó. Kamaszversek a múlt homályából; Ethnica, Debrecen, 2009
- Árokparti fű. Régimódi magándalok; Stílus Stúdió, Debrecen, 2014

### Egyéb művei
- Egyet lép az ősi város. Versek Debrecenről (antológia, 1971)
- Hortobágy mellyéke. Versek Hajdú-Biharról (antológia, 1972)
- Csokonai koszorúja. Versek Csokonairól (antológia, 1973)
- A Válasz repertóriuma (1973)
- Gondolatok a kispolgáriságról (1973)
- Harminc esztendő. A Néplap jubileumára (1974)
- A debreceni színészet története (társszerző, 1976)
- Béber László: Debreceni érdekességek. Válogatott írások Debrecen múltjából (szerkesztés, bevezető, 1979)
- Hogy a virág megmaradjon. Szabolcs-szatmári költők antológiája (szerkesztette Katona Bélával, 1979)
- Gyermekeink nagyobbra nőnek. Versek a gyermekekről (antológia, 1979)
- Századok szelleme. Tanulmányok a magyar irodalom és Debrecen kapcsolatáról (szerkesztette Fülöp Lászlóval, Juhász Bélával, 1980)
- Magyar írók perei (1984)
- Rózsabokor a domboldalon. A legszebb magyar nóták szövegei (válogatta, szerkesztette, 1985)
- Fehér ingben. Magyar költők Veres Péterről (válogatta, szerkesztette, 1987)
- Okos hűséggel. Nyírbátor az újabb irodalomban és képzőművészetben (válogatta, szerkesztette, 1987-1988)
- A forradalom hétköznapjai (1988)
- A házasság humora (1988)
- Magasra csavart láng. Krúdy Gyula a magyar költészetben (válogatta, szerkesztette, 1988)
- A személyi kultusz humora (1989)
- A lélek mentőövei. Versek Szabó Lőrincről (válogatta, szerkesztette, 1990)
- Magyar hegyibeszéd. Magyar költők Móricz Zsigmondról (válogatta, szerkesztette, 1990)
- A rendőrök humora. Ötszáz vicc (1990)
- A sajtó humora (1991)
- Egymaga egy hazát. Kölcsey Ferenc a magyar költészetben (válogatta, szerkesztette, 1990-1991)
- Rigmusköltészet az ötvenes években (1992)
- A kétkedés hite. Magyar költők Váci Mihályról (válogatta, szerkesztette, 1992)
- A rászedettek fejedelme. Lírai vallomások Ratkó Józsefről (válogatta, szerkesztette, 1992)
- Sorssal vert poéta. Tompa Mihály a magyar költők lantján (válogatta, szerkesztette 1992)
- Karnagyok (1993)
- Holló László életműve (válogatta, szerkesztette, 1993)
- A mindenség zenéje. Magyar költők versei Bartók Béláról (válogatta, szerkesztette, 1995)
- Vonatok balladája. Magyar költők versei a vasútról (válogatta, szerkesztette, 1996)
- Hajdú-Bihar az évszázadok sodrában (2000)
- Ecset és plajbász. Írások művészekről (2003)
- Szellemek és délibábok. Irodalom a szűkebb hazában (2003)
- Szülőföld a Kis-Tiszánál. Emlékképek Tiszaladányról (2003)
- Jelentés a századvégről (tárcák, 2004)
- Akiknek megszólalt a világ (interjúk, portrék, 2004)
- Vencsellei. A fotóművész világa; Ethnica, Debrecen, 2004
- Debreceni komédiások. Arcélek a színház közelmúltjából; TKK, Debrecen, 2006
- Debreceni irodalmi lexikon; TKK, Debrecen, 2009
- Dokumentumok Holló László életéből; vál., gyűjt., szerk., bev. Bényei József; Ethnica, Debrecen, 2009
- Debreceni színházművészek, 1798-2000; TKK, Debrecen, 2012
- A valóság lelke. Vencsellei István fotóművész születésének 80. évfordulója tiszteletére; Magyar Fotóművészek Szövetsége, Debrecen–Budapest, 2014
- Képzőművészeti adattár. Debrecen és Hajdú-Bihar megye; TKK, Debrecen, 2017

## Díjai, elismerései
- Szocialista Kultúráért (1963)
- A Munka Érdemrend ezüst fokozata (1973, 1979)
- Debrecen Város Művészeti Díja (1974)
- Alföld-nívódíj (1976)
- Rózsa Ferenc-díj (1984)
- Krúdy-emlékérem (1991)
- A "Széchenyi és korunk" Irodalmi Pályázat különdíja (1992)
- Magyar Lajos-díj (1993)
- Holló László-díj (1993)
- A Magyar Köztársasági Érdemrend kiskeresztje (1994)
- Aranytoll (1998)
- A Magyar Köztársasági Érdemrend lovagkeresztje (2004)

## Külső hivatkozások
- A magyar irodalom története
- Kortárs magyar írók